# Illa de San Cristóbal (Equador)
San Cristóbal (també anomenada Chatham) és una de les illes de l'arxipèlag de les Galápagos. Duu el nom del sant patró dels navegants, Sant Cristòfor, mentre que el seu nom en anglès és el d'un noble anglès, el comte Chatham. Té una superfície de 558 km² i el seu punt més alt assoleix 730 metres. Aquesta illa és habitada per fregates, llops marins, tortugues gegants de Galápagos o galápagos, mascarells camablaus i mascarells camaroigs, faetons, iguanes marines, dofins i gavines de cua bifurcada. La vegetació inclou Calandrina galapagos, Lecocarpus darwinii i arbres com Lignum vitae. El major llac d'aigua dolça de l'arxipèlag, la llacuna El Junco, està situada a la part alta de l'illa. La capital política de l'arxipèlag, Puerto Baquerizo Moreno a l'extrem sud de l'illa.